# Helga Seidler
Helga Seidler   (Oberneuschönberg, 5 d'agost de 1949), nascuda Helga Fischer, va ser una atleta alemanya, especialista en els curses de velocitat, que va competir per la República Democràtica Alemanya, durant les dècades de 1960 i 1970.
El 1972 va prendre part en els Jocs Olímpics de Múnic, on va guanyar la medalla d'or en la prova dels 4x400 metres relleus del programa d'atletisme. Formà equip amb Dagmar Käsling, Rita Kühne i Monika Zehrt, les quals milloraren en dues ocasions el rècord del món de l'especialitat. En aquests mateixos Jocs fou quarta en la cursa dels 400 metres.
En el seu palmarès també destaquen dues medalles d'or al Campionat d'Europa d'atletisme de 1971, en els 400 metres i els 4x400 metres relleus. També fou campiona nacional dels 400 metres el 1971.

## Millors marques
- 200 metres. 23.2" (1972)
- 400 metres. 51.5" (1972)[2][1]